# エンシフェルム
エンシフェルム（Ensiferum）は、フィンランド出身のフォーク・メタルバンド。

## 略歴
1995年にマルクス・トイヴォネン (ギター)、サウリ・サヴォライネン (ベース)、キモ・ミエティネン (ドラム)の3人で結成。翌1996年にヤリ・マーエンパー (ボーカル・ギター)が加入し、最初のデモをリリースした。
1998年にサウリ・サヴォライネンとキモ・ミエティネンが脱退し、キモ・ミエティネンの弟ユッカ＝ペッカ・ミエティネン (ベース)とオリヴァー・フォキン (ドラム)が加入した。ユッカ＝ペッカ・ミエティネンはこの時、わずか14歳だった。
1999年に2本のデモを作成し、同年にフィンランドのスパインファーム・レコードと契約した。2000年に1stアルバム『Ensiferum』のレコーディングを行い、レコーディング後にキーボーディストのメイユ・エンホが加入した（『Ensiferum』はゲストのキーボーディストが参加している）。同アルバムは2001年にリリースされデビューを果たした。
2003年に、2ndアルバム『Iron』のレコーディング後に、ヤリ・マーエンパーがウィンターサン専念のために脱退した。『Iron』は2004年にリリースされる。このアルバムは日本でもユニバーサルインターナショナルからリリースされ日本デビューを飾った。
ヤリ・マーエンパーの後任はノーサーのペトリ・リンドロス(ボーカル・ギター)で、急遽サポートメンバーとして迎えてライブ活動を行った後、2004年末に正式にメンバーとなった。その後、ユッカ＝ペッカ・ミエティネンとオリヴァー・フォキンが脱退し、サミ・ヒンカ (ベース)とヤンネ・パルヴィアイネン (ドラム)が加入した。ちなみに、ノーサーのベーシスト、ユッカ・コスキネンが後にウィンターサンに加入している。
2005年に初来日をはたした。
2006年にミニアルバム『Dragonheads』、2007年に3rdアルバム『Victory Songs』をリリースする。リリース後、メイユ・エンホが脱退した。そのため、セッション・メンバーとして、エンミ・シルヴェンノイネンが加入した。エンミ・シルヴェンノイネンは、2009年に正式メンバーとなった。
同じ2009年には、ペトリ・リンドロスがノーサーから脱退し、エンシフェルムに専念することになった。同年に4thアルバム『From Afar』をリリース。同アルバムの日本盤はリリースされなかった。
2012年に5thアルバム『Unsung Heroes』をリリース。フィンランドの週間アルバムチャートでは3位にランクインした。その後、計4週間週間アルバムチャートTOP50入りを果たした。
2013年4月に14年間所属したスパインファーム・レコードを離脱、アメリカ合衆国のメタル・ブレイド・レコーズに移籍した。
2014年2度目の来日を果たし、東京と大阪にて公演を行った。
2015年2月に6thアルバム『One Man Army』をリリース。
2016年4月、キーボーディストのエンミ・シルヴェンノイネンが家庭の事情により脱退し、元チュリサスのネッタ・スコグ (Accordion)が加入した。ネッタ・スコグはこれまでツアーメンバーとしてエンシフェルムに参加していたが、エンミと入れ替わりで正式メンバーとなった。2017年9月に7thアルバム『Two Paths』をリリース。日本ではワードレコーズ傘下のケイオスレインズからリリースされた。12月下旬、ネッタ・スコグの脱退が発表された。脱退の原因は、ネッタとバンド側のスケジュールが合わなくなってしまったため。バンド側は発表時点では後任を探していないことを明言しており、その後はサポートとしてメディアで活動するラウラ・ジャドゥレヴィチ (Key)が参加するようになった。
2018年1月に3度目の来日を果たした。
2020年2月末、ペッカ・モンティン (Key, Clean Vo)が正式メンバーとして加入した。7月に8thアルバム『Thalassic』をリリース。本アルバムのタイトルは、古いギリシャ語で『海の』という意味で、バンド初のテーマ・アルバムであり、全曲が「海」もしくは「水」に関連している。

## メンバー

### 現ラインナップ
- ペトリ・リンドロス (Petri Lindroos) - ボーカル・ギター (2004年 - )
ノーサーでも活動していた。『Victory Songs』では、バンジョーも担当している。
- マルクス・トイヴォネン (Markus Toivonen) - ギター・バックボーカル (1995年 - )
アルバムではアコースティック・ギターやSharman Drum、バンジョーも担当している。
- サミ・ヒンカ (Sami Hinkka) - ベース・バックボーカル (2004年 - )
ラプチャーでも活動していた。オクトーバー・フォールズに参加している。ワーウィックの5弦ベース、6弦ベースを使用している。
- ペッカ・モンティン (Pekka Montin) - キーボード・クリーンボーカル (2020年 - )
ジューダス・アヴェンジャーなどでも活動。他バンドでは、ボーカリストとしての活動が多い。
- ヤンネ・パルヴィアイネン (Janne Parviainen) - ドラムス (2005年 - )
ワルタリ、シナジーでも活動していた。

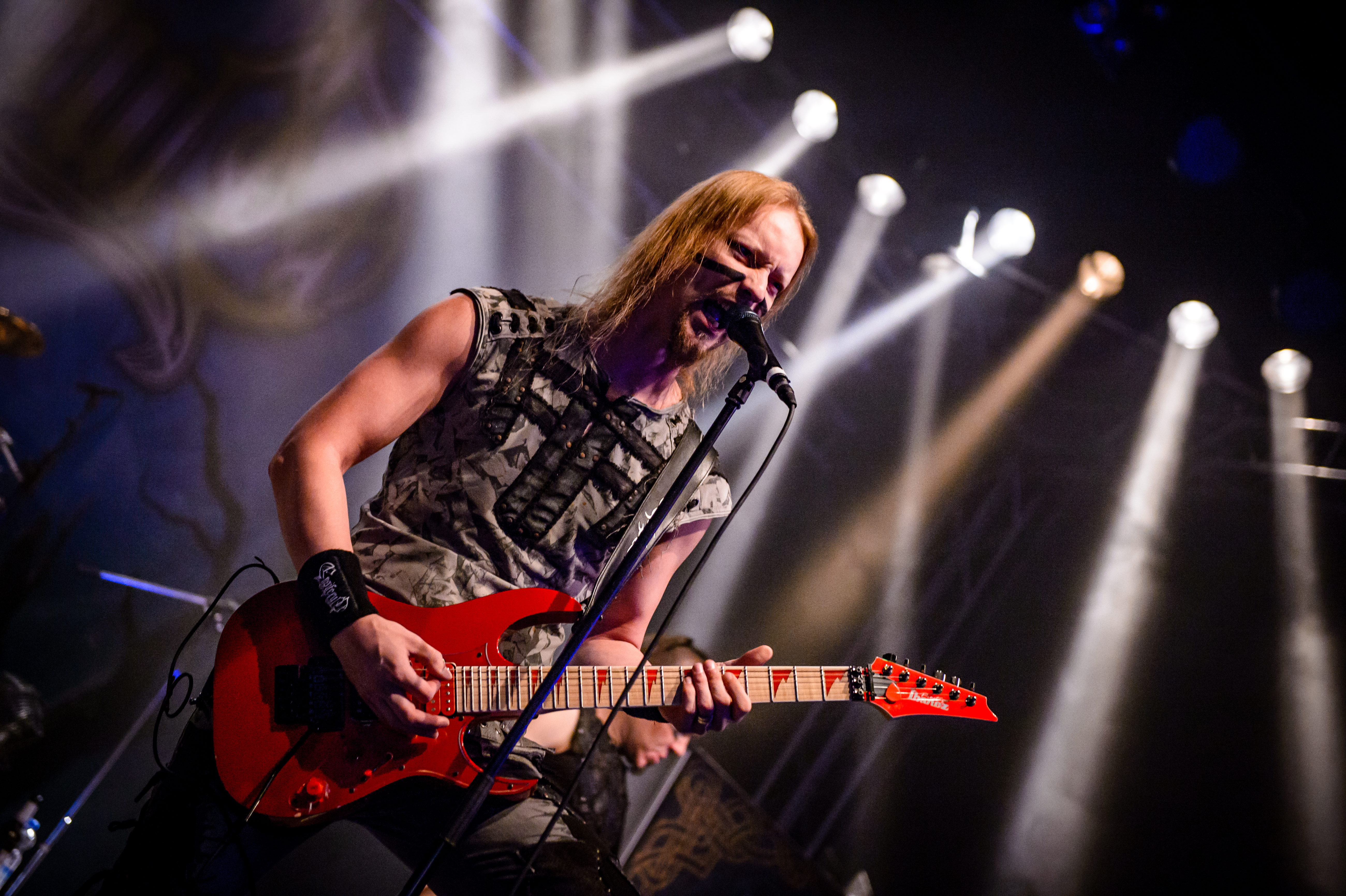
ペトリ・リンドロス(Vo/G) 2017年
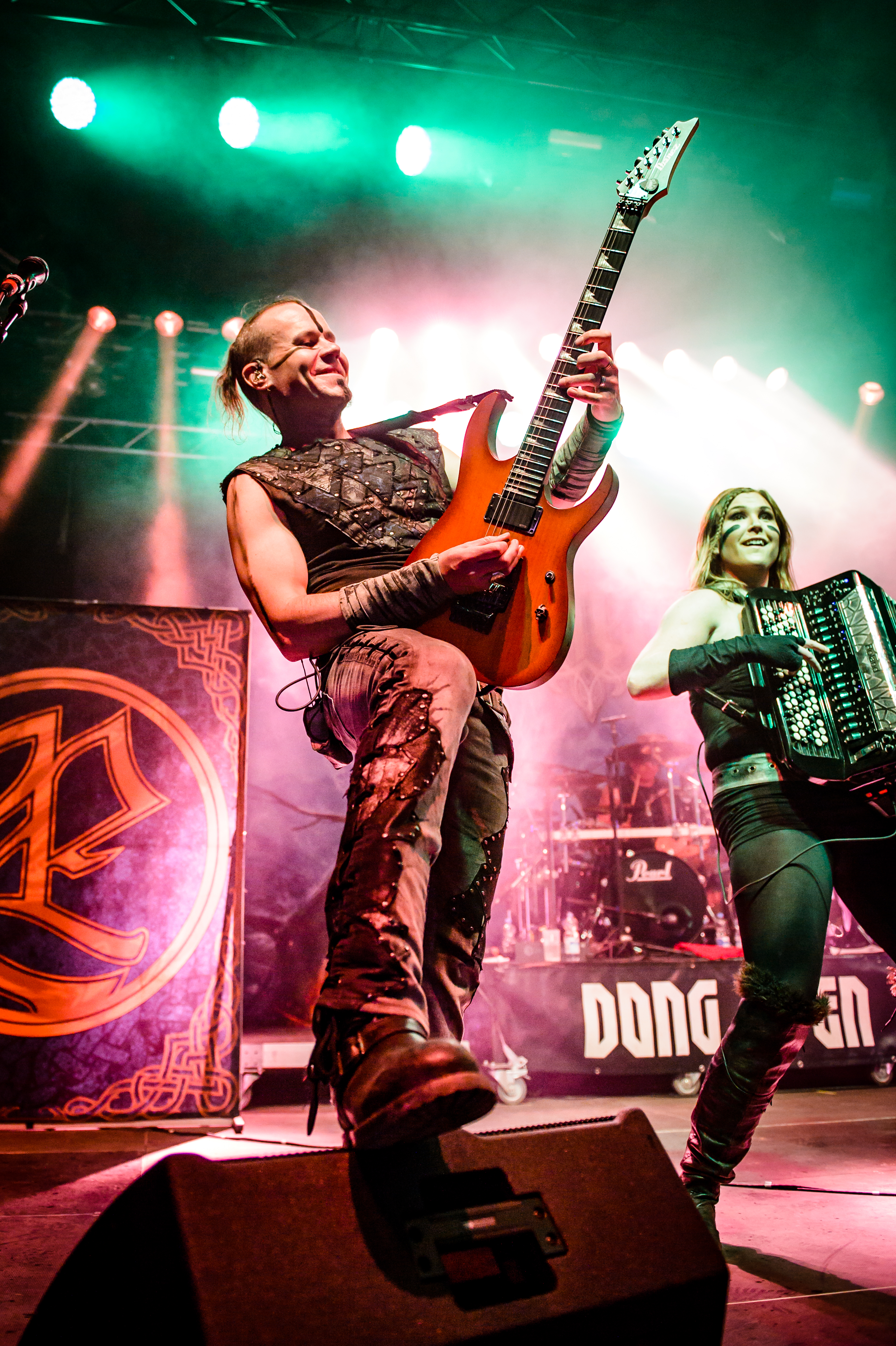
マルクス・トイヴォネン(G) 2017年
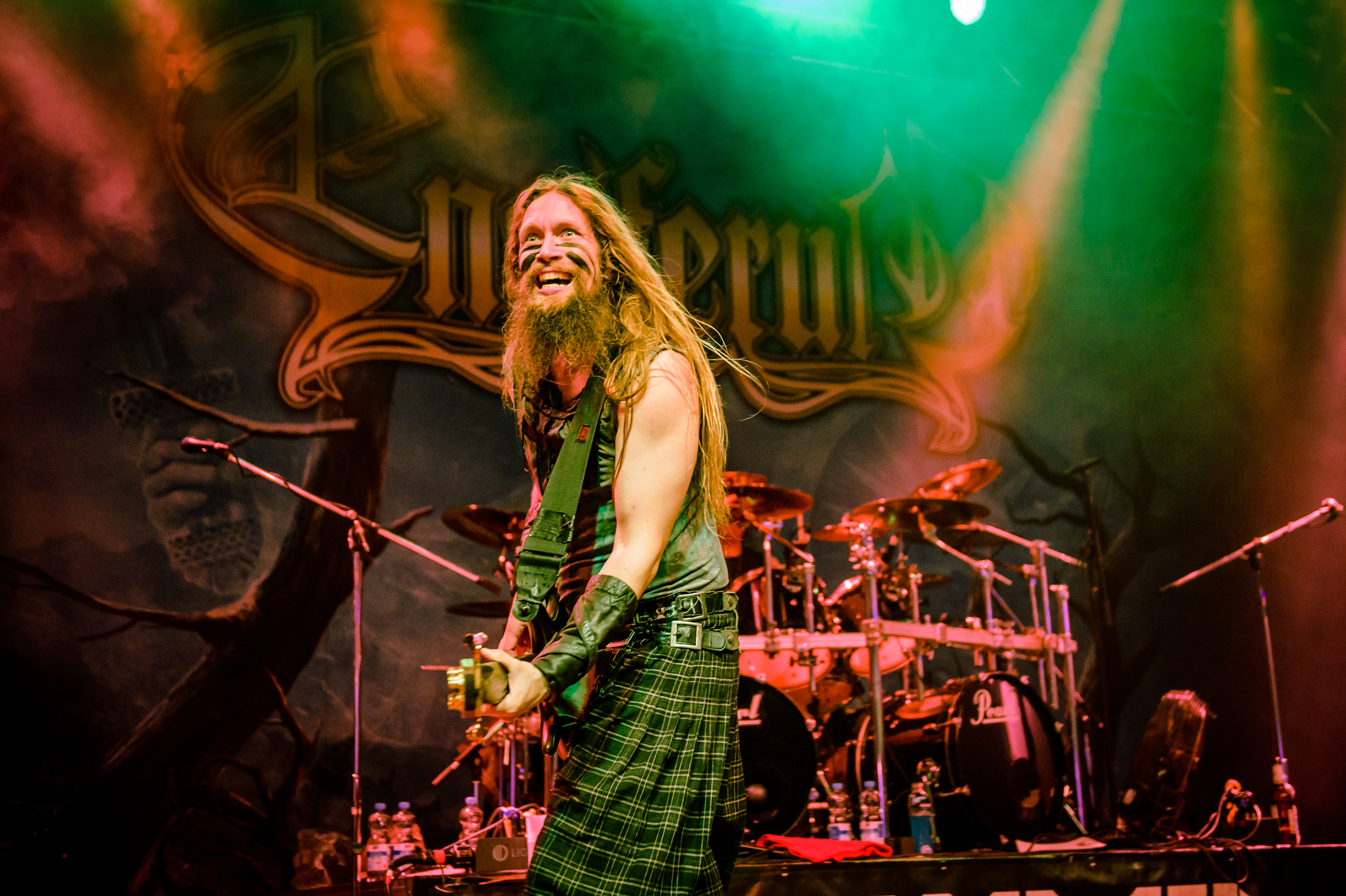
サミ・ヒンカ(B) 2017年
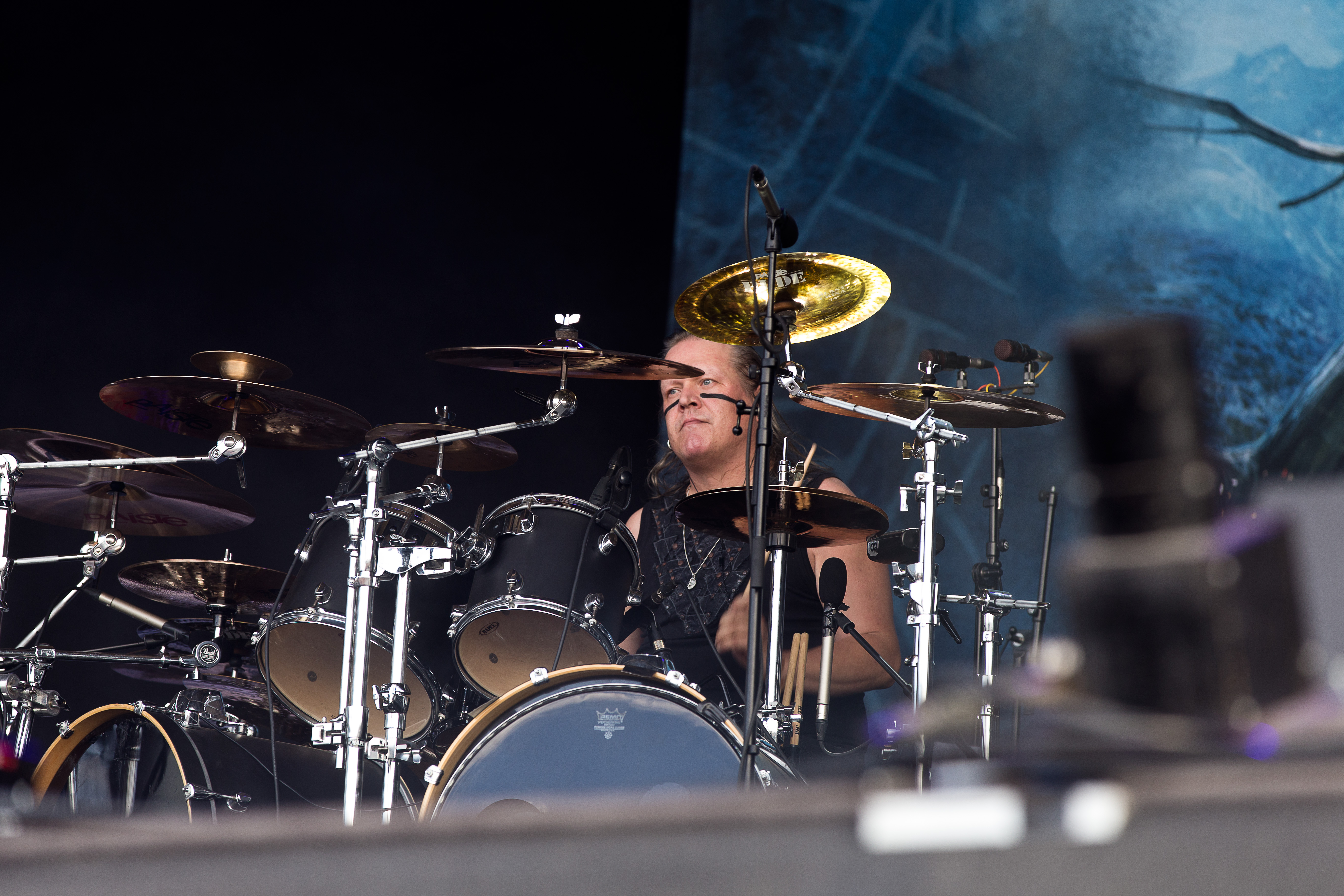
ヤンネ・パルヴィアイネン(Ds) 2016年

### 旧メンバー

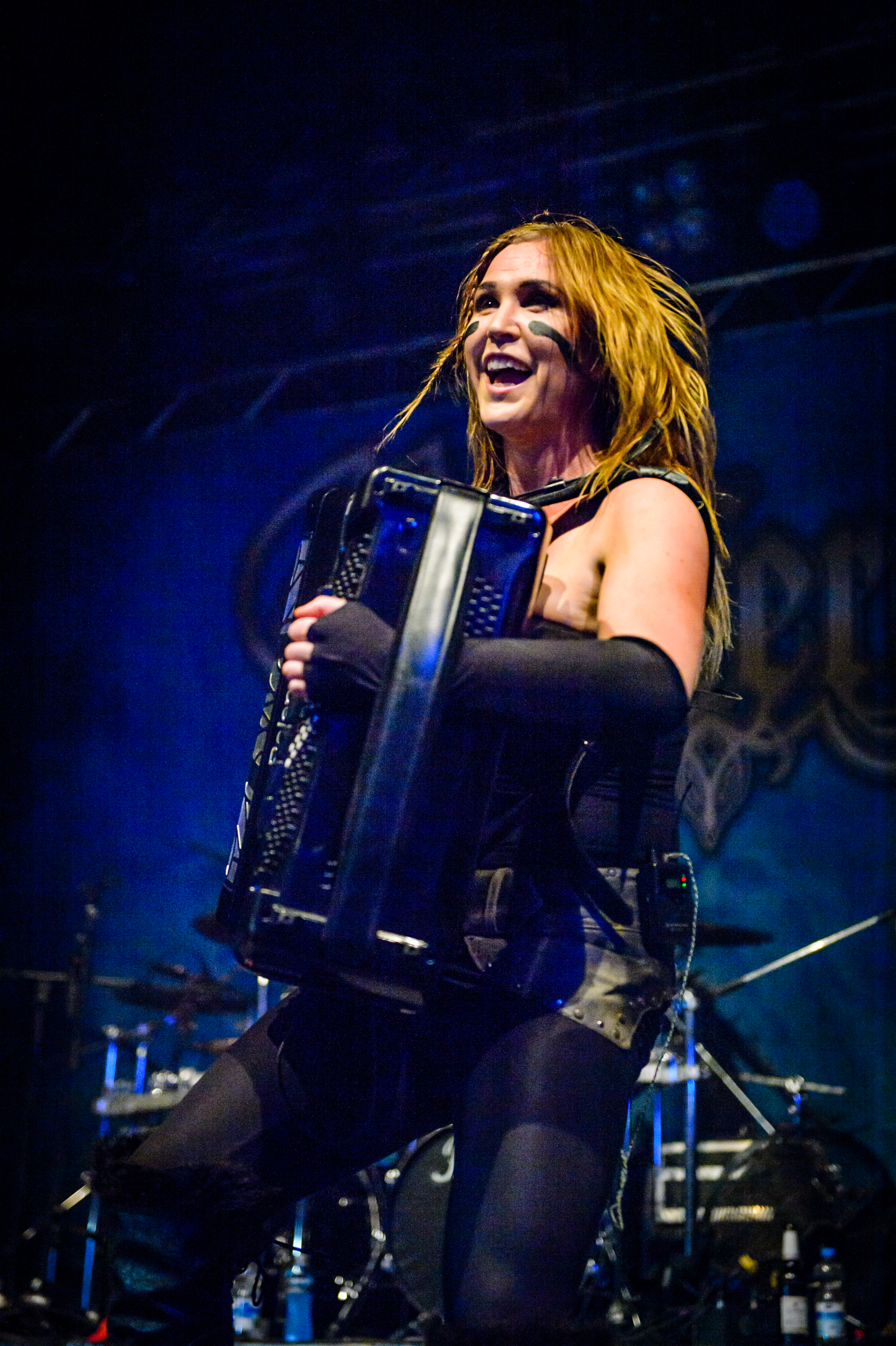
ネッタ・スコグ(Ac) 2017年

- ヤリ・マーエンパー (Jari Mäenpää) - ボーカル・ギター (1996年 - 2004年)
現在はウィンターサンで活動中。ニュークリア・ブラスト・オールスターズに参加した。アルバムでは、プログラミングも担当していた。
- サウリ・サヴォライネン (Sauli Savolainen) - ベース (1995年 - 1998年)
- ユッカ＝ペッカ・ミエティネン (Jukka-Pekka Miettinen) - ベース (1998年 - 2004年)
カダクロスにも参加していた。チュリサス、エンプリアン・ベインで活動中。
- メイユ・エンホ (Meiju Enho) - キーボード (2000年 - 2007年)
- エンミ・シルヴェンノイネン　(Emmi Silvennoinen) - キーボード (2009年 - 2016年)
セッションメンバーを経て、2009年より正式メンバーとなった。エクセクレイテスでも活動していた。
- キモ・ミエティネン (Kimmo Miettinen) - ドラムス (1995年 - 1998年)
カダクロスにも参加していた。エンピリアン・ベインで活動中。
- オリヴァー・フォキン (Oliver Fokin) - ドラムス (1998年 - 2005年)
ウィンターサンでもギタリストとして活動していた。
- ネッタ・スコグ (Netta Skog) - アコーディオン（2016年 - 2017年）
チュリサスでも活動していた。

## ディスコグラフィ

### アルバム
- Ensiferum (2001)
- アイアン - Iron (2004)
- ヴィクトリー・ソングス - Victory Songs (2007)
- From Afar (2009)
- アンサング・ヒーローズ - Unsung Heroes (2012)
- One Man Army (2015)
- トゥー・パス - Two Paths (2017)
- タラシック - Thalassic (2020)
- ウィンター・ストーム - Winter Storm  (2024)

### シングル・EP
- Tale of Revenge (2004)
- ドラゴンヘッズ - Dragonheads (EP) (2006)
- One More Magic Potion (2007)
- From Afar (2009)

### ビデオ
- 10th Anniversary Live (2005)